# Breivika
Breivika är en vik i Antarktis. Den ligger i Östantarktis. Norge gör anspråk på området.